# Bombardeo de la estación de tren de Chápline
El bombardeo de la estación de tren de Chápline ocurrió el 24 de agosto de 2022 durante las celebraciones del día de la Independencia de Ucrania, el ataque de las Fuerzas Armadas de Rusia provocó al menos 25 muertos (incluidos 2 niños de 6 y 11 años) y alrededor de 31 heridos.

## Ataque
El 24 de agosto de 2022, las tropas rusas atacaron la estación de tren de Chápline y dañaron la estación en el óblast de Dnipropetrovsk, un edificio de servicios públicos y un barrio residencial. Varios vagones de pasajeros fueron incendiados y destruidos. Fuentes ucranianas describieron el uso de múltiples cohetes o misiles en varios ataques. El Ministerio de Defensa de Rusia afirmó que había atacado un tren militar usando un solo misil Iskander, y que el ataque había matado a 200 soldados ucranianos.
Un cohete alcanzó una casa privada y enterró a una mujer y dos niños de 13 y 11 años entre los escombros. Los residentes locales pudieron sacar con vida a la mujer y al niño de 13 años. Sin embargo, el niño de 11 años no sobrevivió.

## Víctimas
Un total de 25 personas murieron y 31 resultaron heridas. De las víctimas, cinco personas fueron quemadas vivas en su automóvil.

## Reacciones
Durante su discurso en la ONU, el presidente de Ucrania, Volodímir Zelenski, señaló: "Cuatro automóviles de pasajeros están en llamas. En este momento, al menos 15 personas han muerto y unas 50 han resultado heridas. Los equipos de rescate están trabajando. Pero, lamentablemente, el número de muertos puede aumentar. Así es como vivimos todos los días. Así es como Rusia se preparó para esta reunión del Consejo de Seguridad de la ONU".